# Châteauroux Classic de l'Indre 2009
La Châteauroux Classic de l'Indre 2009 est la sixième édition de cette course cycliste sur route masculine. Elle a lieu le 30 août 2009 et est remportée par Jimmy Casper.

## Classement final
|    | Coureur             | Pays      | Équipe                       |    | Temps           |
| -- | ------------------- | --------- | ---------------------------- | -- | --------------- |
| 1  | Jimmy Casper        | France    | Besson Chaussures-Sojasun    | en | 4 h 11 min 04 s |
| 2  | Romain Feillu       | France    | Agritubel                    | +  | m.t.            |
| 3  | Anthony Ravard      | France    | Agritubel                    |    | m.t.            |
| 4  | Cyril Lemoine       | France    | Skil-Shimano                 |    | m.t.            |
| 5  | Danilo Hondo        | Allemagne | PSK Whirlpool-Author         |    | m.t.            |
| 6  | Stéphane Bonsergent | France    | Bretagne-Schuller            |    | m.t.            |
| 7  | Michael Mørkøv      | Danemark  | Saxo Bank                    |    | m.t.            |
| 8  | Sebastian Siedler   | Allemagne | Voralberg-Corratec           |    | m.t.            |
| 9  | Klaas Lodewyck      | Belgique  | Topsport Vlaanderen-Mercator |    | m.t.            |
| 10 | Takashi Miyazawa    | Japon     | EQA-Meitan Hompo             |    | m.t.            |